# Funkcja produkcji CES
Funkcja produkcji CES (ang. Constant elasticity of substitution) – funkcja produkcji o stałej elastyczności substytucji, którą pierwotnie zaproponował Robert Solow, a spopularyzował m.in. Kenneth Arrow jako uogólnienie właściwości funkcji produkcji Cobba-Douglasa.
Dla dwóch czynników – pracy i kapitału – funkcja przyjmuje postać:
{\displaystyle f(k,l)=\left(\alpha k^{\frac {\sigma -1}{\sigma }}+\beta l^{\frac {\sigma -1}{\sigma }}\right)^{\frac {\sigma }{\sigma -1}},}
gdzie:
{\displaystyle \alpha ,\ \beta ,\ \sigma } są większe od 0,
{\displaystyle k} – kapitał,
{\displaystyle l} – praca,
{\displaystyle \sigma } – elastyczność substytucji,
co jest równoznaczne z zapisem:
{\displaystyle f(x_{1},x_{2})=(\alpha {x_{1}}^{\rho }+\beta {x_{2}}^{\rho })^{\frac {\gamma }{\rho }},}
gdzie:
{\displaystyle \gamma } – stopień jednorodności, zazwyczaj przyjmuje się {\displaystyle \gamma =1.}

## Właściwości funkcji
Funkcja CES jest homogeniczna stopnia {\displaystyle \gamma .} Dla {\displaystyle \rho \leqslant -1} jest quasi-wypukła, dla {\displaystyle \rho \geqslant -1} quasi-wklęsła. Dla {\displaystyle 0<\gamma <1} i {\displaystyle \rho >-1} jest ściśle wklęsła.

## Elastyczność funkcji CES
Cechuje ją stały wzdłuż izokwanty stosunek procentowej zmiany proporcji czynników produkcji do procentowej zmiany krańcowej stopy technicznej substytucji (MRTS).
{\displaystyle MRTS_{k,l}={\frac {\alpha k^{\frac {-1}{\sigma }}}{\beta l^{\frac {-1}{\sigma }}}},}
po przekształceniu:
{\displaystyle {\frac {k}{l}}=\left({\frac {\alpha MRTS_{l,k}}{\beta }}\right)^{\sigma }.}
Po zlogarytmowaniu obu stron:
{\displaystyle \ln {\frac {k}{l}}=\sigma \left(\ln {\frac {\alpha }{\beta }}+\ln |MRTS_{l,k}|\right).}
Stąd elastyczność substytucji:
{\displaystyle ES={\frac {\ln {\frac {k}{l}}}{\ln |MRTS_{l,k}|}}=\sigma .}

## Minimalizacja kosztów
Problem minimalizacji kosztów dla funkcji produkcji CES w postaci {\displaystyle f(x_{1},x_{2})=({x_{1}}^{\rho }+{x_{2}}^{\rho })^{\frac {1}{\rho }}} można przedstawić jako:
{\displaystyle \min p_{1}x_{1}+p_{2}x_{2}}
przy warunku:
{\displaystyle {x_{1}}^{\rho }+{x_{2}}^{\rho }=y^{\rho }.}
Wykorzystując metodę mnożników Lagrange’a, uzyskujemy warunki pierwszego rzędu:
{\displaystyle p_{1}-\lambda \rho {x_{1}}^{\rho -1}=0,}
{\displaystyle p_{2}-\lambda \rho {x_{2}}^{\rho -1}=0,}
{\displaystyle {x_{1}}^{\rho }+{x_{2}}^{\rho }=y^{\rho }.}
Wyznaczamy {\displaystyle {x_{1}^{\rho }}\;{\text{i}}\;{x_{2}^{\rho }}} (1)
{\displaystyle x_{1}^{\rho }=p_{1}^{\frac {\rho }{\rho -1}}{(\lambda \rho )}^{\frac {-\rho }{\rho -1}},}
{\displaystyle x_{2}^{\rho }=p_{2}^{\frac {\rho }{\rho -1}}{(\lambda \rho )}^{\frac {-\rho }{\rho -1}}}
i podstawiamy do funkcji produkcji, co daje
{\displaystyle (\lambda \rho )^{\frac {-\rho }{\rho -1}}\left[p_{1}^{\frac {\rho }{\rho -1}}+p_{2}^{\frac {\rho }{\rho -1}}\right]=y^{\rho }.}
Wyznaczamy {\displaystyle (\lambda \rho )^{\frac {-\rho }{\rho -1}}} i podstawiamy do równań z (1):
{\displaystyle x_{1}(p_{1},p_{2},y)=p_{1}^{\frac {\rho }{\rho -1}}\left[p_{1}^{\frac {\rho }{\rho -1}}+p_{2}^{\frac {\rho }{\rho -1}}\right]^{\frac {-1}{\rho }}y,}
{\displaystyle x_{2}(p_{1},p_{2},y)=p_{2}^{\frac {\rho }{\rho -1}}\left[p_{1}^{\frac {\rho }{\rho -1}}+p_{2}^{\frac {\rho }{\rho -1}}\right]^{\frac {-1}{\rho }}y.}
Powstałe w ten sposób funkcje podstawiamy do funkcji kosztów i otrzymujemy
{\displaystyle c(p_{1},p_{2},y)=y\left[p_{1}^{\frac {\rho }{\rho -1}}+p_{2}^{\frac {\rho }{\rho -1}}\right]^{\frac {\rho -1}{\rho }}.}
W ogólnym przypadku, gdzie {\displaystyle f(x_{1},x_{2})={\big [}(\alpha x_{1})^{\rho }+(\beta x_{2})^{\rho }{\big ]}^{\frac {1}{\rho }},} a za {\displaystyle {\frac {\rho }{\rho -1}}} przyjmiemy {\displaystyle r,} funkcja kosztów przyjmuje postać: {\displaystyle c(p_{1},p_{2},y)=y{\big [}(p_{1}/\alpha )^{r}+(p_{2}/\beta )^{r}{\big ]}^{\frac {1}{r}}.}

## Szczególne przypadki funkcji CES

### Funkcja Cobba-Douglasa
W granicy dla {\displaystyle \rho =0} i {\displaystyle \sigma =1} funkcja CES jest tożsama z funkcją Cobba-Douglasa:
Żeby to udowodnić, należy zlogarytmować funkcję CES
{\displaystyle \ln(Y)=\ln(A)+{\frac {1}{\rho }}\ln(\alpha K^{\rho }+(1-\alpha )L^{\rho })}
i obliczyć jej granicę, używając reguły de l’Hopitala
{\displaystyle \lim _{\rho \to 0}\ln(Y)=\ln(A)+\alpha \ln(K)+(1-\alpha )\ln(L),}
stąd {\displaystyle Y=AK^{\alpha }L^{1-\alpha }.}

### Funkcja Leontiefa
Przy zerowej elastyczności substytucji, czyli {\displaystyle \sigma =0} funkcja jest z definicji tożsama z funkcją produkcji Leontiefa
{\displaystyle Y=f(k,l)=\min\{\alpha k,\ \beta l\}.}

### Funkcja liniowa
Przy nieskończonej elastyczności, czyli {\displaystyle \sigma =\infty } funkcja CES jest liniowa:
{\displaystyle Y=f(k,l)=\alpha k+\beta l.}